# 三潴町

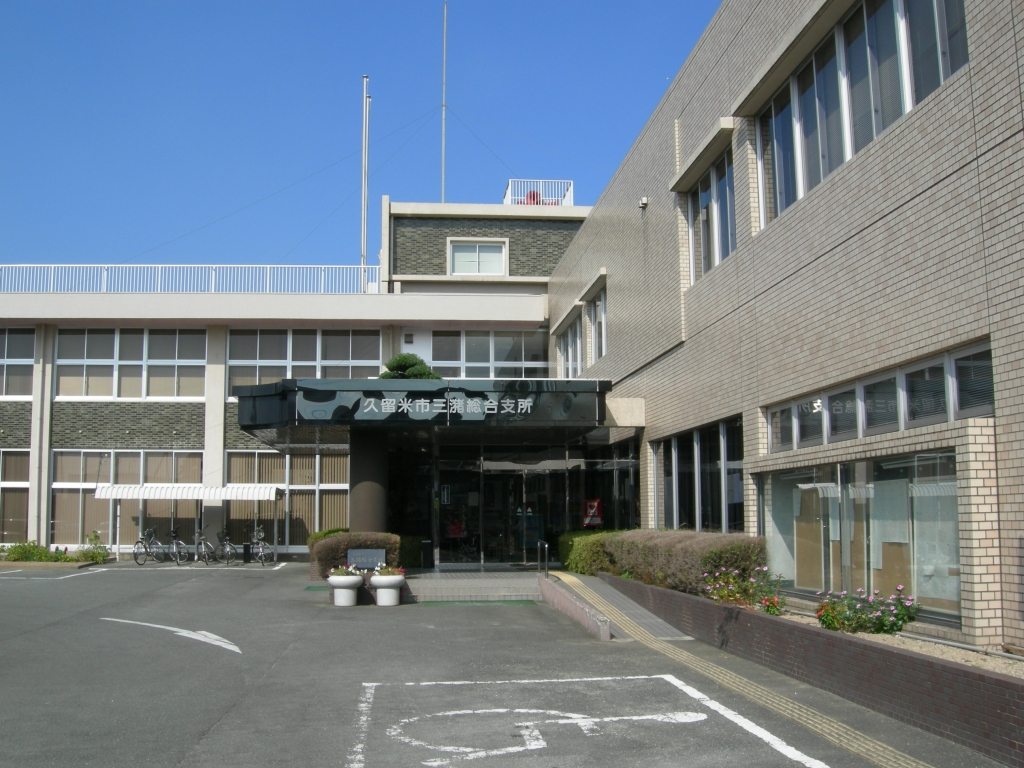
久留米市三潴総合支所（旧・三潴町役場）

三潴町（みづままち）は、福岡県三潴郡に属していた町である。久留米市への通勤率は26.2%（平成12年国勢調査）。2005年2月5日に、近隣の三潴郡城島町、三井郡北野町、浮羽郡田主丸町とともに久留米市に編入され、久留米市三潴町となった。

## 地理
町の北西を筑後川の旧流が、町の南側（大木町との境界線）には山ノ井川が流れている。町の大半が筑後川の沖積平野で、平野には水田が広がる。また、1980年（昭和55年）に水田の転作作物としてハトムギの栽培が始まり、以後町域は九州でトップクラスのハトムギ生産地に成長している。他にイチゴやタマネギの栽培も盛んで、タマネギは福岡県唯一の指定産地となっている。
農業が中心の町だが、近年はベッドタウン化しつつある。2013年（平成25年）11月には、農地の宅地転用をめぐる収賄の疑いで久留米市議会の議員が逮捕され、直後の市議会で辞職勧告決議が可決された。

## 歴史
- 1889年4月1日 - 町村制施行に伴い三潴郡に以下の2村が成立。
  - 三潴村 ← 高三潴村、田川村、早津崎村、草場村、原田村
  - 犬塚村 ← 玉満村、生岩村、福光村、壱丁原村、清松村
- 1955年7月20日 - 三潴村と犬塚村が合併（新設合併）、同時に町制を施行し三潴町となる。
- 1957年11月1日 - 筑後市大字西牟田から字大立、富安、清導寺、峰の下、東本町、西本町、田中、大坪を編入。
- 1989年2月28日 - 筑後市と境界変更。
- 1994年9月13日 - 久留米市と境界変更。
- 2003年2月14日 - 筑後市及び三潴郡大木町と境界変更。
- 2005年2月5日 - 浮羽郡田主丸町、三井郡北野町、三潴郡城島町とともに久留米市へ編入され、三潴町は久留米市三潴町となった。

## 交通

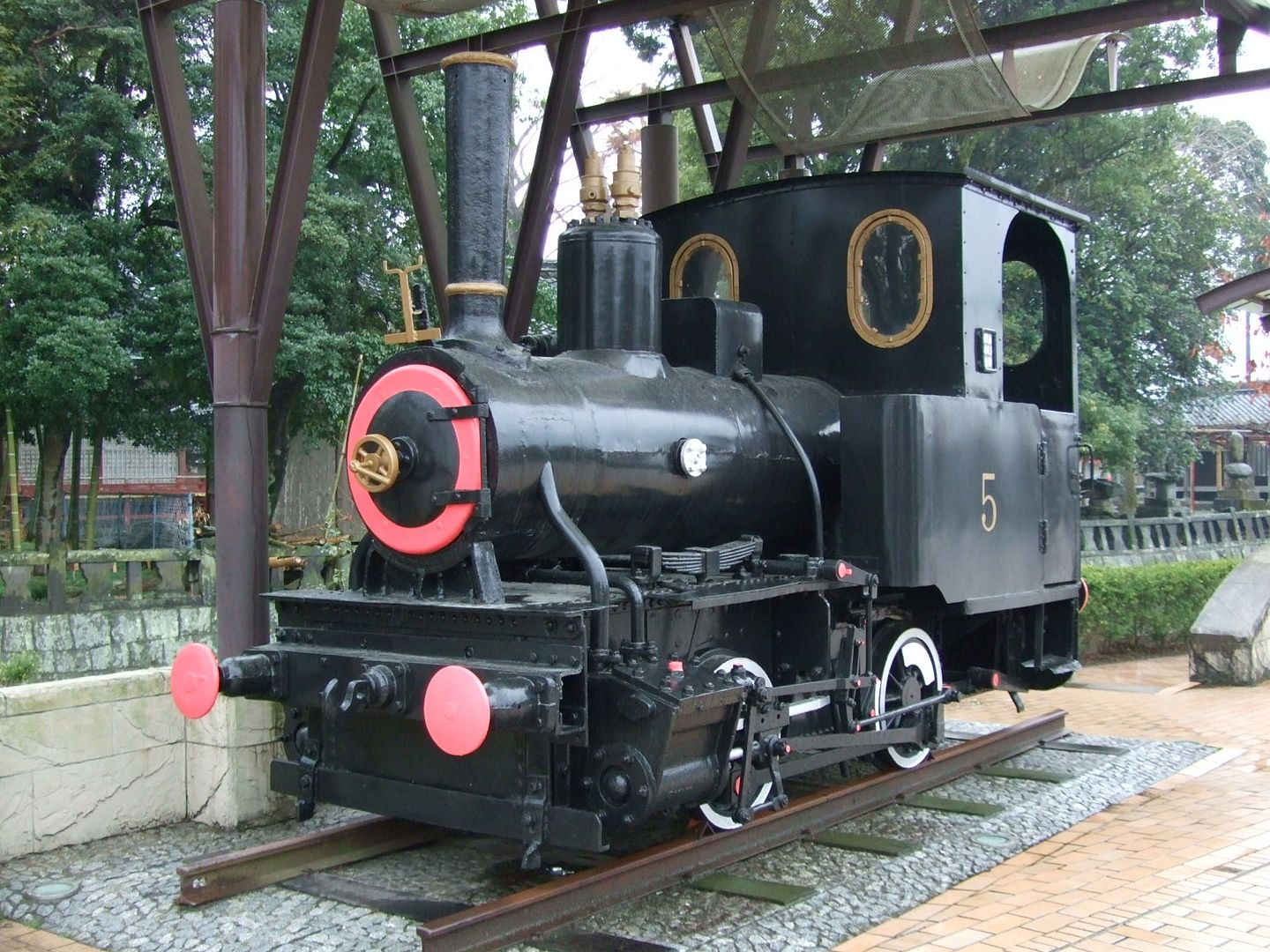
保存されている西鉄大川線の蒸気機関車

### 鉄道
- 西日本鉄道
  - 西鉄天神大牟田線 - 三潴駅 - 犬塚駅 -

町内ではないものの、九州旅客鉄道（JR九州）鹿児島本線の荒木駅（久留米市）や西牟田駅（筑後市）も近隣に位置する。
このほか、1912年（大正元年）に開通した大川軌道（のちに西鉄大川線）が走っており、「草場」「塚崎」「早津崎」の3駅があった。1951年（昭和26年）に休止し、1966年（昭和41年）に正式に廃線となった。現在、城島新駅 - 早津崎駅間のかつての線路跡が遊歩道となっており、線路をイメージした模様が施されている。

### 道路
- 高速道路
  - 隣の広川町にある九州自動車道広川ICが最も近い。

## 名所・旧跡・観光
- 三潴町商工会『観光情報』
- 原武氏屋敷跡

## 出身有名人
- 内田博幸（騎手・JRA所属）
- 野田かつひこ（シンガーソングライター）
- 原武昭彦(役者)